# Niederdorla
Niederdorla este o comună din landul Turingia, Germania.